# Olmeta-di-Tuda
Olmeta-di-Tuda är en kommun i departementet Haute-Corse på ön Korsika i Frankrike. Kommunen ligger i kantonen La Conca-d'Oro som tillhör arrondissementet Bastia. År 2022 hade Olmeta-di-Tuda 563 invånare.

## Befolkningsutveckling
Antalet invånare i kommunen Olmeta-di-Tuda
Referens:INSEE